# 스머르고스토르타

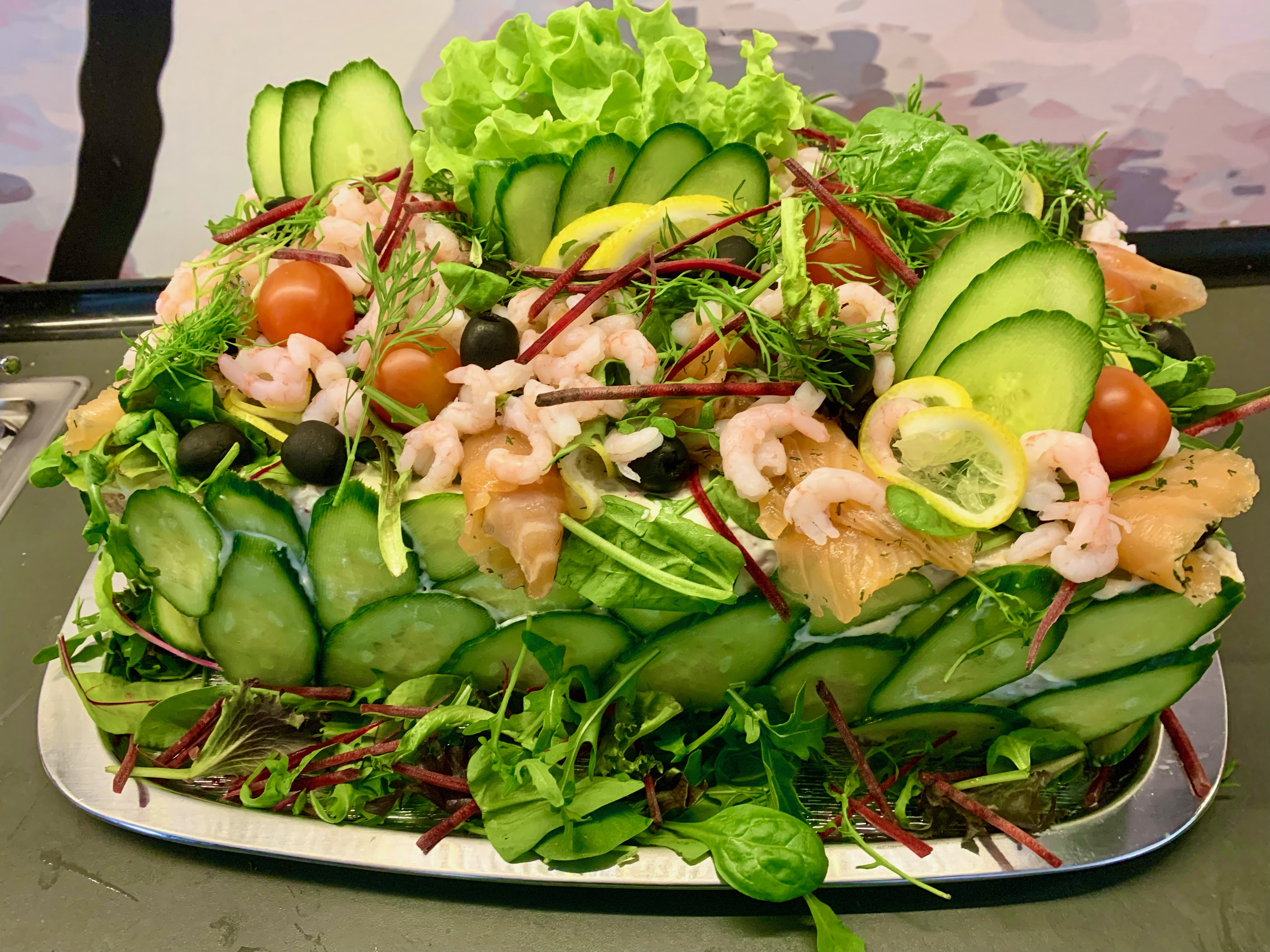
스머르고스토르타

스머르고스토르타(스웨덴어: smörgåstårta)는 스웨덴, 에스토니아("võileivatort"라고 함), 핀란드("voileipäkakku" 및 "smörgåstårta"라고 함) 및 아이슬란드("brauðterta"라고 함)에서 인기 있는 스웨덴 출신 요리이다. 달콤한 케이크는 아니지만, 빵을 겹겹이 쌓아 만든 케이크로, 겹겹이 쌓인 크림 케이크와 비슷하게 많은 양의 충전재와 가나슈가 들어있다. 샌드위치 케이크는 얇게 썰어 다른 케이크처럼 제공된다.